# Lomaptera moseriana
Lomaptera moseriana är en skalbaggsart som beskrevs av Louis Burgeon 1936. Lomaptera moseriana ingår i släktet Lomaptera och familjen Cetoniidae. Inga underarter finns listade i Catalogue of Life.